# 용문면 (예천군)
용문면(龍門面)은 대한민국 경상북도 예천군의 면이다. 넓이는 71.78km2이고, 인구는 2015년 12월 31일 기준으로 2,578명이다.

## 연혁
- 1912년 이전 : 저고곡(渚古谷), 유리(流里), 저곡면(渚谷面)에 속함
- 1913년 : 저고곡(渚古谷), 저곡면(渚谷面)에 속함
- 1914년 : 저고곡, 저곡면을 합쳐 용문면(龍門面)이 됨.

## 행정 구역
| 법정리   | 행정리                                     | 비고                   |
| -------- | ------------------------------------------ | ---------------------- |
| 내지리   | 내지1리, 내지2리                           |                        |
| 노사리   | 노사1리, 노사2리                           |                        |
| 능천리   | 능천리                                     |                        |
| 대제리   | 대제리                                     |                        |
| 덕신리   | 덕신리                                     |                        |
| 두천리   | 두천리                                     |                        |
| 방송리   | 방송리                                     |                        |
| 사부리   | 사부1리, 사부2리                           |                        |
| 상금곡리 | 상금곡1리, 상금곡2리, 상금곡3리, 상금곡4리 | 면 행정복지센터 소재지 |
| 선리     | 선1리, 선2리                               |                        |
| 성현리   | 성현리                                     |                        |
| 원류리   | 원류리                                     |                        |
| 제곡리   | 제곡리                                     |                        |
| 죽림리   | 죽림리                                     |                        |
| 직리     | 직리                                       |                        |
| 하금곡리 | 하금곡1리, 하금곡2리                       |                        |
| 하학리   | 하학리                                     |                        |

## 교육
- 용문초등학교 (상금곡리)
- 용대초등학교 (폐교) - 용문면 큰맛질길 31 (대제리)
- 용문중학교 (상금곡리)

## 문화재
용문면에 소재한 문화재로는 다음 등이 있다.
- 예천 야옹정
- 용문사

### 용문사
용문산에는 보물로 지정된 대장전을 비롯하여, 보광명전(普光明殿) 등 20여 동의 건물이 있는 대찰 용문사가 있다. 이 밖에 두운암·초간정·오도현·오층 석탑과 미륵 등의 고적이 있다.